# Calyptostylis
Rhynchophora là một chi thực vật có hoa trong họ Malpighiaceae.

## Loài
Chi Calyptostylis gồm các loài: